# Oscar Levant

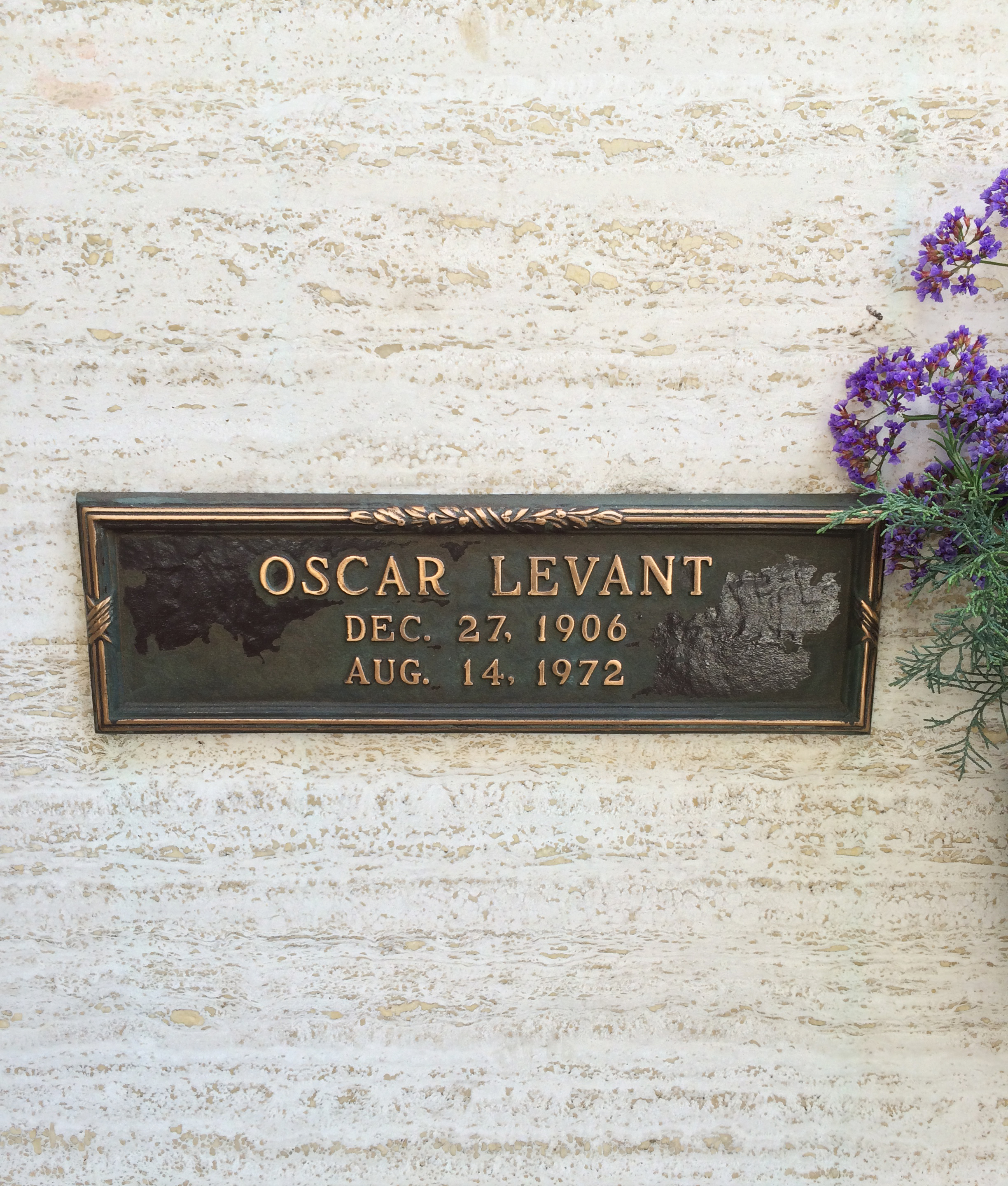
Oscar Levants Grab im Westwood Village Memorial Park Cemetery

Oscar Levant (* 27. Dezember 1906 in Pittsburgh; † 14. August 1972 in Beverly Hills) war ein US-amerikanischer Komponist, Konzertpianist, Arrangeur und Schauspieler.

## Leben und Karriere
Besonders bekannt wurde Levant für seine sarkastisch-humorvollen Auftritte in Film, Fernsehen und Radio. Um 1925 trat er in einem der ersten Musikkurzfilme auf, in Ben Bernie and All the Lads. Seine vielleicht bekannteste Filmrolle spielte er 1951 als bester Freund von Gene Kellys Hauptfigur in Ein Amerikaner in Paris. In diesen und anderen Filmen wie Vorhang auf! mit Fred Astaire verkörperte Levant oft den mit sardonischem Humor ausgestatteten Sidekick des Hauptdarstellers.
In erster Linie war Levant allerdings ein Pianist: Auf dem Höhepunkt seiner Popularität war Oscar Levant der bestbezahlte Konzertpianist in Amerika. Er übertraf dabei Vladimir Horowitz und Arthur Rubinstein, mit denen er einen Stern auf dem Hollywood Walk of Fame teilt. Er trat unter Dirigenten wie Toscanini, Beecham, Mitropoulos, Reiner und Ormandy auf und war der maßgebliche Interpret der Werke seines Freundes George Gershwin. Levants Aufnahme der Rhapsody in Blue aus dem Jahr 1945 ist seit Jahrzehnten eines der meistverkauften Alben von Columbia Records. 2018 veröffentlichte der Musikproduzent Robert Russ eine Anthologie seiner gesamten Columbia-Aufnahmen. „An outstanding collection“ (Will Friedwald, The Wall Street Journal), die Dezember 2018 für einen Grammy nominiert wurde.
Nach seiner ersten Scheidung von Barbara Woodell im Jahre 1932 heiratete er 1939 Doris Gilmartin, mit der er drei Kinder bekam. Sie blieben bis zu seinem Tod 1972 mit 65 Jahren an einem Herzinfarkt zusammen.

## Filmografie (Auswahl)
- 1928: My Man (Musik)
- 1928: Side Street (Musik)
- 1929: The Delightful Rogue (Musik)
- 1929: Street Girl (Musik)
- 1929: Artisten (The Dance of Life) (Darsteller)
- 1929: Jazz Heaven (Musik)
- 1929: Tanned Legs (Musik)
- 1930: Love Comes Along (Musik)
- 1930: Leathernecking (Musik)
- 1933: Orient Express (Co-Drehbuch)
- 1934: Verbrechen ohne Leidenschaft (Crime Without Passion)
- 1935: In den Klauen von Hasardeuren (Black Sheep, Musik)
- 1935: Music is Magic (Musik)
- 1935: Lerne lieben ohne zu weinen (In Person zu sehen, Musik)
- 1936: The Smartest Girl in Town (Musik)
- 1936: Charlie Chan in der Oper (Charlie Chan at the Opera) (Musik)
- 1937: Denen ist nichts heilig (Nothing Sacred) (Musik)
- 1940: Rhythm on the River (Darsteller)
- 1941: Kiss the Boy (Darsteller)
- 1945: Rhapsodie in Blau (Rhapsody in Blue) (Darsteller)
- 1946: Humoreske (Humoresque) (Darsteller)
- 1947: You Were Meant for Me (Darsteller)
- 1948: Zaubernächte in Rio (Romance on the High Seas) (Darsteller)
- 1949: Die Tänzer vom Broadway (The Barkleys of Broadway) (Darsteller)
- 1951: Ein Amerikaner in Paris (An American in Paris) (Darsteller)
- 1952: Fünf Perlen (O. Henry’s Full House) (Darsteller)
- 1952: The I Don’t Care Girl (Darsteller)
- 1953: Vorhang auf! (The Band Wagon) (Darsteller)
- 1954: Die Verlorenen (The Cobweb) (Darsteller)

## Diskografie(LP-Veröffentlichungen)
Sämtliche Veröffentlichungen (Erscheinungsjahr, Katalognummer, Originaltitel) sind beim Label Columbia Masterworks, einem Sublabel von Columbia Records, erschienen:
- 1948: ML 4025 Gershwin: Concerto in F
- 1948: ML 4026 Gershwin: Rhapsody in Blue / An American in Paris
- 1948: ML 4028 Grieg: Concerto in A Minor
- 1948: ML 2018 Oscar Levant plays Popular Moderns
- 1948: ML 4096 Tchaikovsky: Concerto No. 1 in B-flat Minor
- 1949: ML 4147 Levant plays Chopin
- 1949: ML 2073 Gershwin: Second Rhapsody for Piano
- 1950: ML 4288 Khachaturian: Concerto for Piano and Orchestra
- 1950: ML 4277 Levant plays Debussy
- 1950: ML 2103 Violin Selections from Humoresque
- 1950: ML 2156 Debussy: Prélude à l’après-midi d’un faune
- 1950: ML 4599 Rubinstein: Concerto No. 4 in D Minor
- 1950: ML 4879 Gershwin: Rhapsody in Blue
- 1950: ML 4883 Tchaikovsky: Concerto No. 1 in B-flat Minor
- 1956: ML 5094 Oscar Levant Plays Liszt
- 1958: ML 5324 Some Pleasant Moments in the 20th Century
- 1961: ML 5676 Oscar Levant at the Piano: Music of Chopin, Debussy and Ravel
- 1961: MS 6276 Oscar Levant at the Piano: Music of Chopin, Debussy and Ravel

## Memoiren
- A Smattering of Ignorance. Doubleday, New York, 1940.
- The Memoirs of an Amnesiac. Putnam’s, New York, 1965.
- The Unimportance of Being Oscar. Putnam’s, New York, 1968.